# Dignité

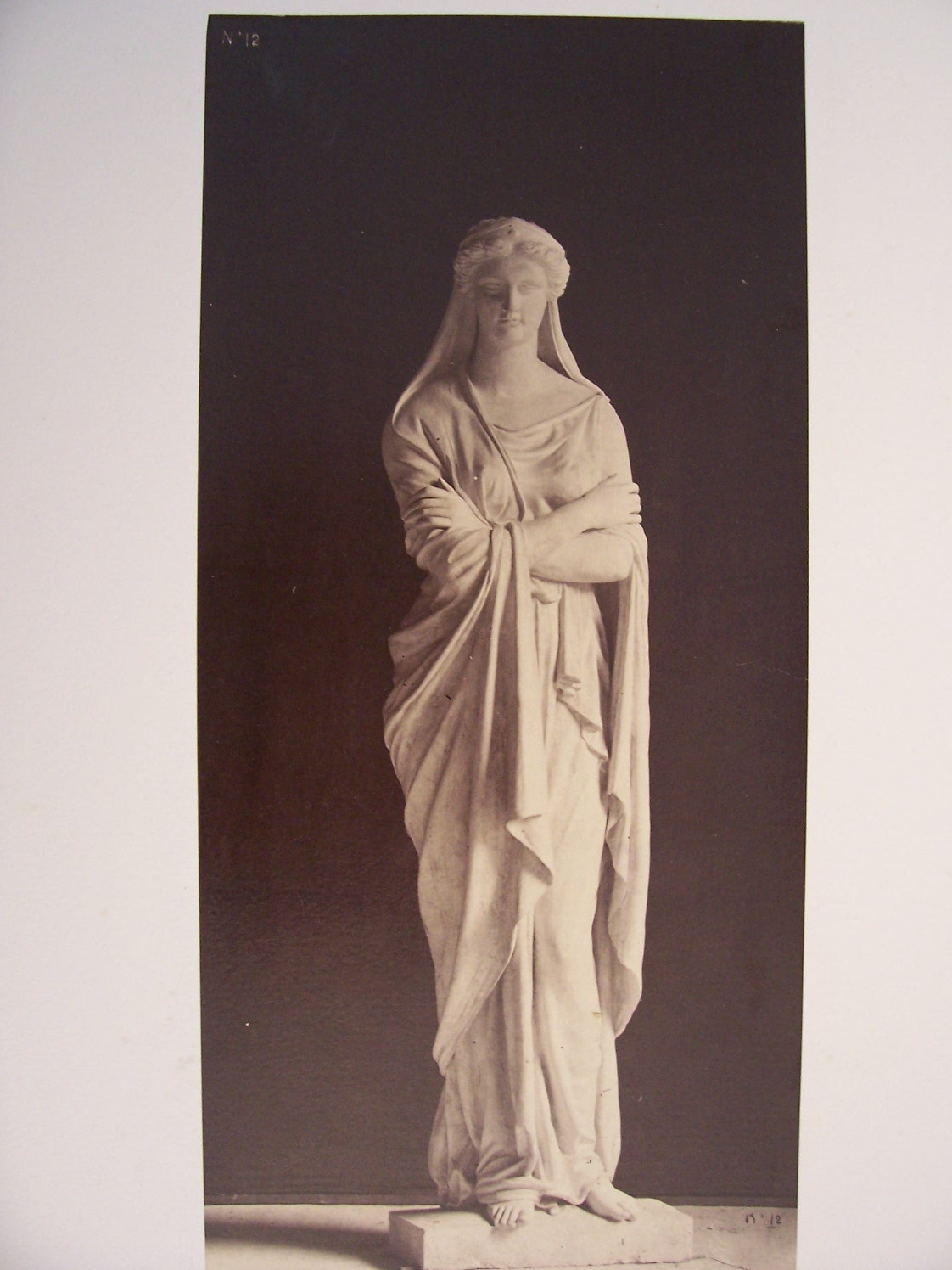
La Dignité par Félix Sanzel (1875), statue allégorique dans le Grand Foyer du Nouvel Opéra de Paris

Selon le philosophe allemand Emmanuel Kant, la dignité est « le fait que la personne ne doit jamais être traitée seulement comme un moyen, mais toujours aussi comme une fin en soi ». C'est pourquoi on parle de dignité humaine. Elle dépend donc directement de la notion de personne, qui présente des dimensions multiples sur les plans juridique, philosophique, religieux, où elle recoupe sans s’y limiter la problématique de la nature humaine.
En 1764, le philosophe Emmanuel Kant affirme, dans ses Observations sur le sentiment du beau et du sublime, que l’on peut reconnaître dans « le sentiment de la dignité de la nature humaine » un sentiment et un principe de respect universels.
Une autre définition est utilisée en particulier dans le champ de la bioéthique, elle fait référence à une qualité[Laquelle ?] qui serait liée à l’essence même de tout être humain, ce qui expliquerait qu’elle soit la même pour tous et qu’elle n’admette pas de degré. Selon le philosophe Paul Ricœur, cette notion renvoie à l’idée que « quelque chose est dû à l'être humain du fait qu'il est humain ».
Prise en ce sens, cela signifie que toute personne mérite un respect inconditionnel, quels que soient l'âge, le sexe, la santé physique ou mentale, l'identité de genre ou l'orientation sexuelle, la religion, la condition sociale ou l'origine ethnique de l'individu en question.
L'équivocité de la notion de dignité conduit toutefois à d'importants débats philosophiques et juridiques concernant sa valeur opératoire en tant que concept heuristique ou juridique.
Le contenu de la dignité contemporaine est tiré de la Déclaration universelle des droits de l'homme de 1948, résumée dans le principe selon lequel chaque être humain a le droit à la dignité humaine. Dans l'article 1, il est stipulé que "Tous les êtres humains naissent libres et égaux en dignité et en droits. Ils sont doués de raison et de conscience et doivent agir les uns envers les autres dans un esprit de fraternité."

## Définition actuelle
Le mot dignité est défini dans le dictionnaire Le Petit Larousse selon quatre sens différents :
1. Une marque de respect adressée à une personne, envers un lieu ou un objet ;
2. Le sentiment qu'une personne peut avoir de sa propre valeur ;
3. Le fait d'avoir une fonction élevée ou de recevoir une distinction honorifique ;
4. Un terme d'astrologie qui indique « l'avantage dont disposent occasionnellement les astres dans le zodiaque »[6].

Le site du CNRTL définit principalement la dignité comme un « sentiment de la valeur intrinsèque d'une personne ou d'une chose, et qui commande le respect d'autrui. »

## Étymologie
Le mot Dignité est un nom féminin provenant du latin dignitas, lui-même issu du mot « dignus » avec l'ajout du suffixe « -itas ». (voir l'article dignité, sur le site du wiktionnaire.)

## Origines du concept

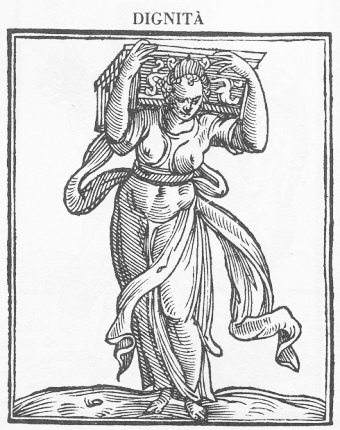
Allégorie de la dignité (Cesare Ripa)

### Concept romain de dignitas
Cicéron, Jules César, Tacite et Tite-Live figurent parmi les auteurs latins qui ont beaucoup utilisé le terme de dignitas, dans leurs écrits et leurs oratoires. Cicéron a été l’utilisateur le plus prolifique de la société et l’a initialement associé au terme auctoritas (l'autorité).

### Évolution du concept
On peut distinguer, schématiquement, deux conceptions dominantes de la dignité humaine :
- la première qui en fait l'égal attribut de toute vie humaine ;
- la seconde qui insiste davantage sur l'autonomie de la volonté en tant que seul élément véritablement digne.

Ces deux conceptions sont souvent antagonistes. Ainsi, l'usage du concept de « dignité » pour restreindre les libertés est, comme en droit, contestée par certains philosophes (voir Ruwen Ogien et sa théorie de l'éthique minimale, dans Penser la pornographie, 2003).
Dans un rapport de 1998, publié par le President's Council on Bioethics (en), institution nommée par Bill Clinton, Adam Schulman, qui souligne l'ambiguïté et l'équivocité de la notion, invoquée dans des arguments opposés lors des débats sur la bioéthique, notait qu'il y avait au moins quatre sources historiques de la notion de dignité :
1. l'Antiquité classique (d'une part la dignitas, entendue comme honneur, et d'autre part la conception stoïcienne) ;
2. la source biblique de l'« homme créé à l'image de Dieu » (Il est le seul à posséder une âme raisonnable[11], ce qui suffit à lui conférer une dignité) ;
3. la source kantienne (une caractéristique de l’humanité de voir en chaque humain un être doté d’une dignité) ;
4. et enfin les constitutions et déclarations internationales des droits de l'Homme du XXe siècle, proclamées en réaction aux horreurs du nazisme (37 Constitutions nationales édictées depuis 1945 font ainsi explicitement référence à la dignité humaine[10]).

## Approche philosophique

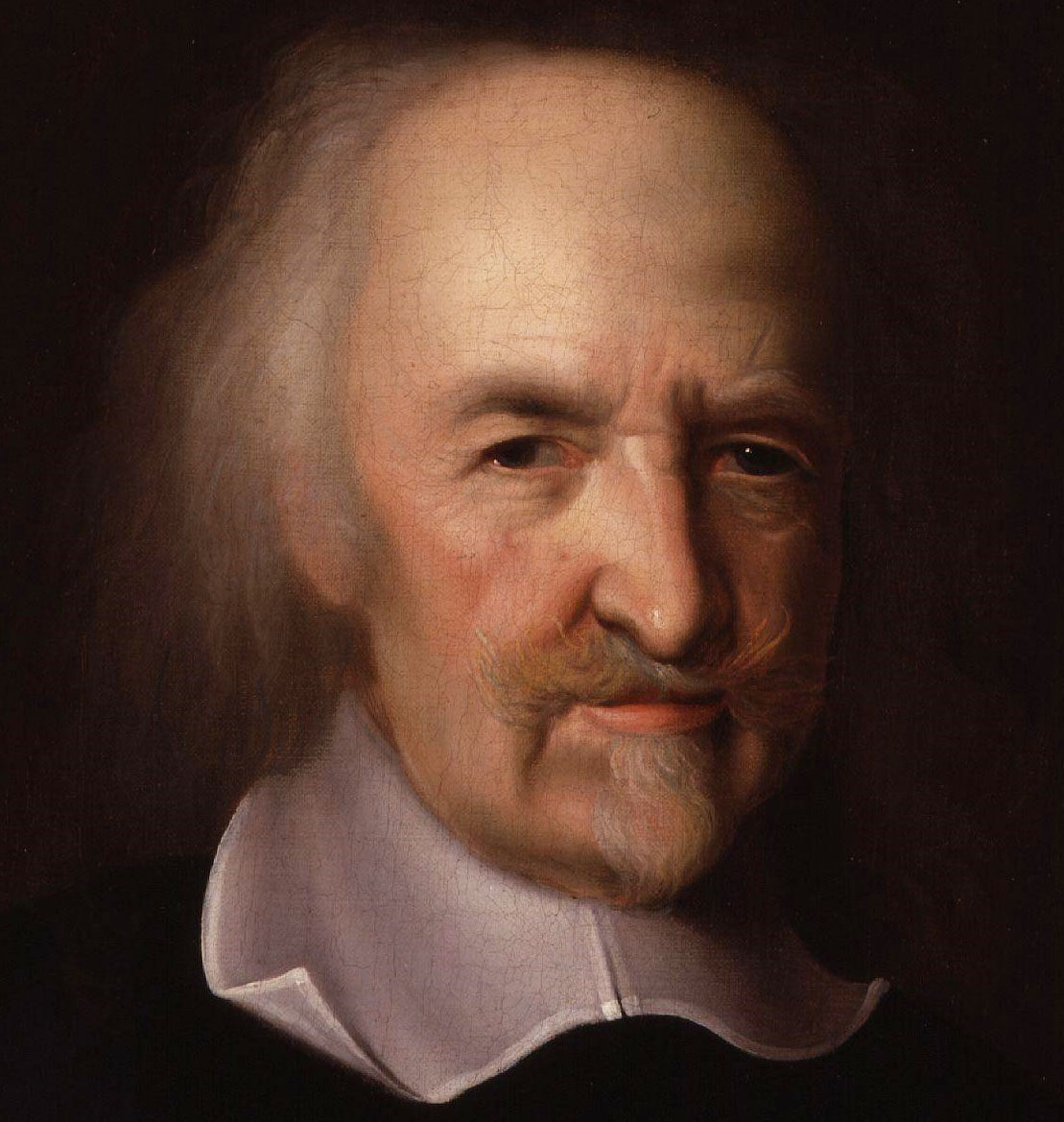
Thomas Hobbes

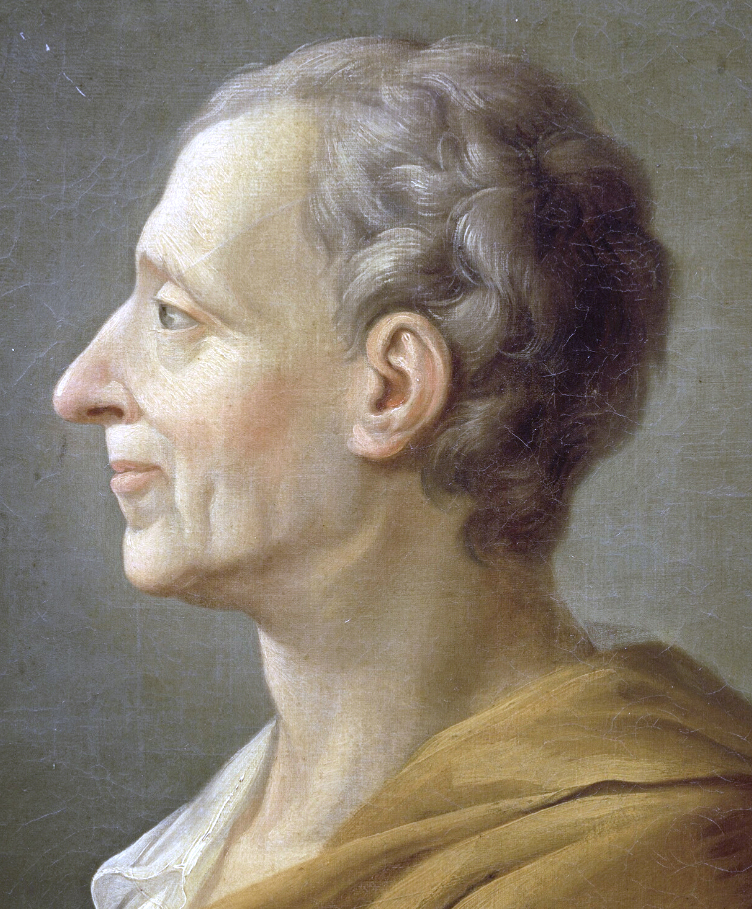
Charles Montesquieu

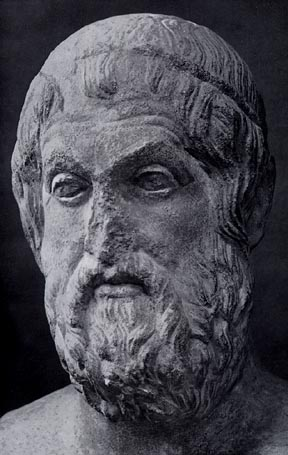
Sophocle

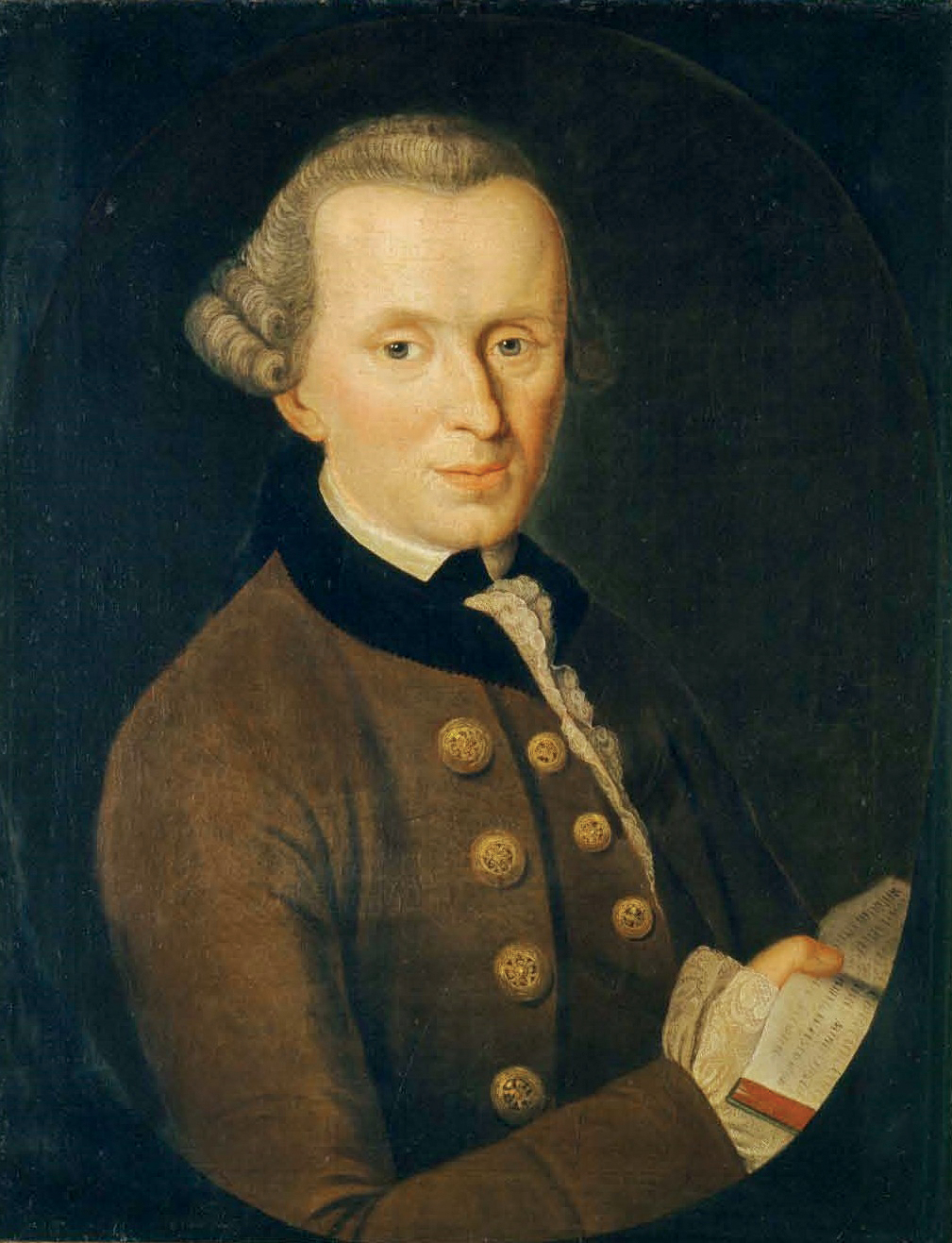
Emmanuel Kant

### Sens classique du terme
La dignité au sens classique (dignitas) n'avait rien à voir avec la notion contemporaine : elle était liée à l'exercice d'une charge ou d'un office public, un sens que l'on retrouve dans « dignitaire ». Ce sens classique, aristocratique et inégalitaire, s'oppose aux valeurs démocratiques qui font aujourd'hui consensus. Ainsi, pour Hobbes, la dignité n'est pas une valeur intrinsèque de l'homme, mais seulement la « valeur publique » qui lui est conférée par la République (ou Commonwealth). De même, pour Montesquieu, la dignité dénote la distinction, propre à l'aristocratie, et s'oppose en ce sens à l'égalité. Le dictionnaire Littré donne ainsi comme premier sens au mot « dignité » celui de « fonction éminente dans l'État ou l'Église », citant l'exemple de la dignité épiscopale ; il admet toutefois, comme quatrième sens, celui de « respect qu'on se doit à soi-même », peut-être plus proche du sens contemporain.
À l'inverse de la conception classique, les stoïciens accordaient à toute vie humaine, selon A. Schulman, le caractère de dignité : chacun, esclave ou maître, était libre de s'engager dans la recherche de la sagesse. Mais si la dignité stoïcienne, entendue en ce sens, était universelle, elle n'était pas pour autant d'accès facile, puisque seul le sage stoïcien était véritablement digne. Or, l'idéal stoïcien du sage est excessivement difficile à atteindre. En outre, la sagesse stoïcienne implique une indifférence vis-à-vis du corps et de ses douleurs, qui la rend de peu d'aide dans les débats contemporains relatifs à la bioéthique.
Selon le grand dramaturge grec Sophocle qui écrit dans Ajax furieux, « Ce n'est ni la stature, ni la force qui fait le pouvoir et la dignité de l'homme, c'est la sagesse. Le bœuf, quelque énorme qu'il soit, obéit au fouet léger qui lui fait tracer son sillon. ».

### Philosophie kantienne
La dignité, telle que conceptualisée par Kant dans la Critique de la raison pratique, est accordée à tout Homme « en tant qu'être raisonnable ». On cite souvent à cet égard la maxime kantienne de traiter toujours autrui comme fin et non simplement comme moyen qui, selon Schulman, influence par exemple la notion de « consentement éclairé ». Toutefois, la dignité kantienne se rapproche du stoïcisme en ce qu'elle est exclusivement la capacité d'agir moralement en dehors de déterminations empiriques, et sensibles, de la volonté. C'est pour Kant le devoir moral (l'impératif catégorique) d'agir librement, y compris et surtout contre les inclinations du désir et de la chair. La dignité kantienne se distingue donc fortement du respect de la vie en tant que vie sensible et souffrante : elle est au contraire respect de la liberté humaine, c'est-à-dire de l'Homme en tant qu'être suprasensible.
En outre, l'insistance kantienne sur l'autonomie de la volonté conduit, en bioéthique, à des problèmes sérieux : « quel usage faire de la dignité kantienne dans des cas de comas ? ». Enfin, l'héritage de la distinction entre morale déontologique et conséquentialiste, attribuée à Kant (Elizabeth Anscombe est toutefois la première à avoir formulé cette opposition), empêche selon Schulman d'expliciter les débats bioéthiques, qui feraient plus appel à la notion éthique de prudence.

### Équivocité de la notion de «dignité»
Beaucoup d'auteurs – dont A. Schulman, ou la juriste Anne-Marie Le Pourhiet, qui parle de « notion fourre-tout » – soulignent l'équivocité de la notion de « dignité » et son contenu formel, qui permet de lui donner autant de définitions concrètes que l'on veut. John Rawls considérait ainsi qu'on ne pouvait fonder une théorie de la justice sur la notion abstraite de dignité, qui requiert d'être définie par des principes déterminés.
Selon Schulman, la dignité peut être invoquée à la fois comme argument permettant à un malade atteint d'Alzheimer d'arrêter de prendre ses médicaments afin de « mourir dignement » ou, au contraire, invoquer cette même dignité pour lui refuser cette liberté de choix et lui enjoindre de se soigner, la vie possédant, en tant que telle, un caractère digne. La notion de dignité en tant que caractère essentiel de la vie – « l'égale dignité de toute vie humaine », telle que formulée par exemple dans la Déclaration des droits de l'Homme de 1948 – en tant que telle s'opposerait ainsi à la notion de « dignité » conçue comme « autonomie de l'être humain individuel ». Le philosophe Simon Blackburn note la même équivocité, en rapportant ainsi qu'Anscombe, philosophe catholique, considérait que la « dignité et la valeur de l'humanité » impliquait la condamnation de l'avortement, de l'euthanasie et des méthodes de procréation médicalement assistée (fécondation in vitro, etc.), tout en légitimant par ailleurs la peine de mort.
De même, la dignité conçue dans son acception biblique peut tout autant, selon lui, justifier bien des recherches (par exemple sur les embryons) en ce que l'Homme, fait à l'image de Dieu, détiendrait un privilège à l'égard de la nature et devrait l'organiser ; mais cette même dignité judéo-chrétienne peut au contraire être invoquée comme argument contre la recherche sur les embryons, au nom de la « dignité de toute vie », y compris de celle de l'embryon. Certains, comme la philosophe Ruth Macklin (en), qui conseille de substituer, dans le champ de la bioéthique, la notion de « respect pour l'autonomie » à celle de dignité, soupçonnent que ce sont en majorité des sources religieuses, en particulier les écrits de l'Église catholique romaine au sujet de la dignité humaine, qui expliquent que la dignité soit si souvent invoquée « comme si cela signifiait quelque chose au-delà et supérieur au respect pour les personnes ou leur autonomie ». De même, le philosophe allemand Dieter Birnbacher (de) considère que l'argument de la dignité, tel qu'utilisé dans le débat sur le clonage, ne sert qu'à masquer une tradition religieuse considérant « l'ordre naturel comme sanctionné divinement ».
Concernant sa valeur opératoire, la notion de dignité humaine prête également à réflexion. Le sociologue Jean-Pierre Tabin, à travers une analyse des principes de l’aide sociale en Suisse et des minimums vitaux qui leur sont associés, questionne sa portée. Bien qu’un revenu permettant de recevoir les moyens indispensables pour mener une existence conforme à la dignité humaine soit garanti de manière générale par la Constitution fédérale de 1999 (art. 12 : Quiconque est dans une situation de détresse et n'est pas en mesure de subvenir à son entretien a le droit d'être aidé et assisté et de recevoir les moyens indispensables pour mener une existence conforme à la dignité humaine), en pratique ces revenus sont très différents en fonction notamment de la nationalité et du statut des résidents, ce qui fait que la dignité est à géométrie variable, un principe incompatible avec la notion kantienne de dignité,.
La dignité a également tendance à évoquer les traits d'une sérénité autonome, d'une certaine puissance intérieure et atténuée, mais encore translucide et perceptible dans l'affirmation de soi : le type de caractère digne se montre avare d'une activité emphatique plutôt que passivement renfrogné, peut-être impassible plutôt que impassible, patient plutôt qu'anxieusement défensif, et dépourvu mais non incapable d'agressivité

## Dignité de la personne humaine
La reconnaissance et le respect de la dignité de la personne humaine sont au centre de la doctrine sociale de l'Église. Le Concile Vatican II, en particulier Gaudium et spes, insiste sur le caractère inaliénable de cette dignité, sur l'union spirituelle et corporelle de la personne en relation avec l'environnement, sur sa dimension essentiellement sociale et communautaire.
La dignité de la personne humaine fait l'objet de la Première partie / Chapitre I de la constitution pastorale Gaudium et Spes « sur l'Église dans le monde de ce temps », l'un des principaux documents de l'Église catholique issus du IIe concile œcuménique du Vatican, promulguée par saint Paul VI le 8 décembre 1965.
Enfin, elle fait l'objet de la troisième partie la vie dans le Christ / Première section la vocation de l'homme : La vie dans l'esprit / Chapitre Ier (8 articles, no 1700 à 1876) du Catéchisme de l'Église catholique (1992).

## Aspect légal

### Droit international
Le concept formel de « dignité humaine » occupe une place éminente dans le droit international humanitaire, et notamment dans les textes relatifs à la bioéthique, tels que la Déclaration universelle sur le génome humain et les droits de l'homme (en) de l'UNESCO (1997), la Déclaration universelle sur la bioéthique et les droits de l'Homme de l'UNESCO (2005) et la Convention sur les droits de l'Homme et la biomédecine du Conseil de l'Europe (1997). En droit international on peut noter une première apparition de cette notion dans la Déclaration universelle des droits de l'Homme (1948) laquelle reconnaît que tous les membres de la famille humaine possèdent une « dignité inhérente » (Préambule) et dispose que « tous les êtres Humains naissent libres et égaux en dignité et en droits » (article 1er). Ainsi, les droits de l'Homme sont conçus comme des droits subjectifs ayant la finalité d'assurer le respect dû à la dignité de la personne humaine.
D'ailleurs, l'article premier de la Charte européenne des droits fondamentaux (2000) (intégrée dans le traité de Rome de 2004) est consacré à la dignité humaine. Certaines normes de la Déclaration Universelle des Droits de l'Homme (1948) s'inspirent aussi directement du principe de respect de la dignité humaine, notamment celles relatives au droit à la vie (art. 2), à l'intégrité de la personne (art. 3), à l'interdiction de la torture et des traitements dégradants ou inhumains (art. 4). Ce concept reste toutefois non défini dans ces divers textes, et peut être invoqué à des fins contraires. Certains juristes s'y opposent ainsi résolument, le considérant comme un concept vide de sens, utilisé qui plus est à des fins qui ne leur conviennent guère[A].

### Droit comparé

#### Droit allemand
En Allemagne, la dignité humaine est inscrite dans l'article 1 de la Constitution.

#### Droit belge
La Constitution garantit en son article 23 le droit de mener une vie conforme à la dignité humaine.
La dignité humaine est considérée comme la finalité du droit à l'aide sociale.

#### Droit français
Le Conseil constitutionnel a élevé la dignité au rang de « principe à valeur constitutionnelle », dans sa décision de 1994 au sujet de la loi dite de bioéthique. Dans ce cadre, la dignité est considérée comme partie intégrante des droits de la personnalité, qui sont inaliénables.
L'année suivante, l'arrêt du Conseil d'État du 27 octobre 1995, dans l'affaire de « lancer de nains » de Morsang-sur-Orge, est célèbre pour avoir inclus la notion de « dignité humaine » en tant que composante de l'ordre public. Le Conseil d'État a en effet jugé que le maire, en vertu de ses pouvoirs de police administrative, avait le droit d'interdire un spectacle de « lancer de nains » au motif de trouble à l'ordre public — et ce, même si le nain en question était volontaire et consentait à cette activité d'ordre commercial, vu que la dignité est censée être inaliénable. En effet, les juges ont considéré qu'un tel spectacle attentait à la dignité de la personne, et que celle-ci faisait partie intégrante de l'ordre public :
« Considérant que l'attraction de « lancer de nain » consistant à faire lancer un nain par des spectateurs conduit à utiliser comme un projectile une personne affectée d'un handicap physique et présentée comme telle ; que, par son objet même, une telle attraction porte atteinte à la dignité de la personne humaine ; que l'autorité investie du pouvoir de police municipale pouvait, dès lors, l'interdire même en l'absence de circonstances locales particulières et alors même que des mesures de protection avaient été prises pour assurer la sécurité de la personne en cause et que celle-ci se prêtait librement à cette exhibition, contre rémunération ».

#### Droit québécois (Canada)
En droit québécois, l'article 4 de la Charte des droits et libertés de la personne énonce le droit à la sauvegarde de sa dignité , ainsi que le droit à l'honneur et à la réputation. Ce droit n'existe que dans la Charte québécoise et ne figure pas dans la Charte canadienne des droits et libertés. Dans l'arrêt Ward c. Québec (Commission des droits de la personne et des droits de la jeunesse), la Cour suprême du Canada fait un survol de la jurisprudence concernant l'atteinte à la dignité.

#### Droit suisse
En Suisse, la Constitution fédérale prévoit que « La dignité humaine doit être respectée et protégée » (article 7).

### Droit à mourir dans la dignité
En France, l'association pour le droit de mourir dans la dignité (ADMD) est une association prônant « le droit pour chacun d’avoir une fin de vie conforme à ses conceptions personnelles de dignité et de liberté ».
Celle-ci est agréée par le ministère des Solidarités et de la Santé afin de pouvoir siéger dans les instances hospitalières ou de santé publique depuis août 2006 et ses membres militent, en France, pour faire évoluer la législation en organisant des campagnes de sensibilisation des personnalités politiques lors des grands scrutins nationaux, notamment les élections présidentielles.

## Dans les arts et la culture

### Sculpture

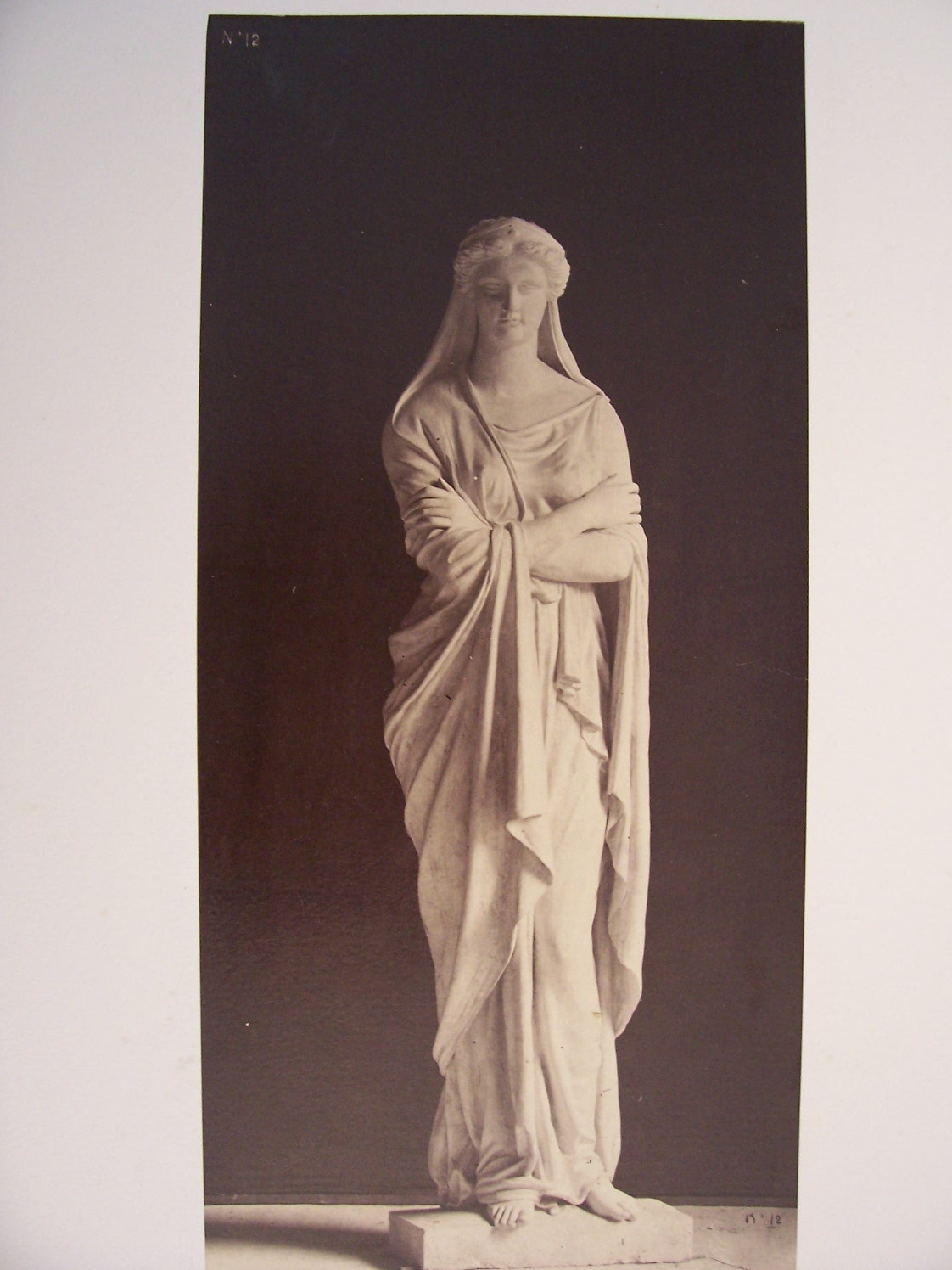
La dignité par Félix Sanzel

- Statue en plâtre « La Dignité », grand foyer de l'opéra Garnier à Paris, hauteur 2,50 mêtres par Félix Sanzel.
- Esquisse en plâtre « La Dignité », au musée d'Orsay, par Félix Sanzel[38].
- Statue en acier inoxydable de 30 mètres de haut dénommée « Dignity », située à Chamberlain, Dakota du Sud aux États-Unis.

### Littérature
- La Mort de Socrate est un poème d'Alphonse de Lamartine, publié en septembre 1823
- Indignation est un roman américain de Philip Roth, paru le 16 septembre 2008.
- Indignez-vous ! est un essai de trente-deux pages, écrit par Stéphane Hessel publié en 2010.

### Chanson

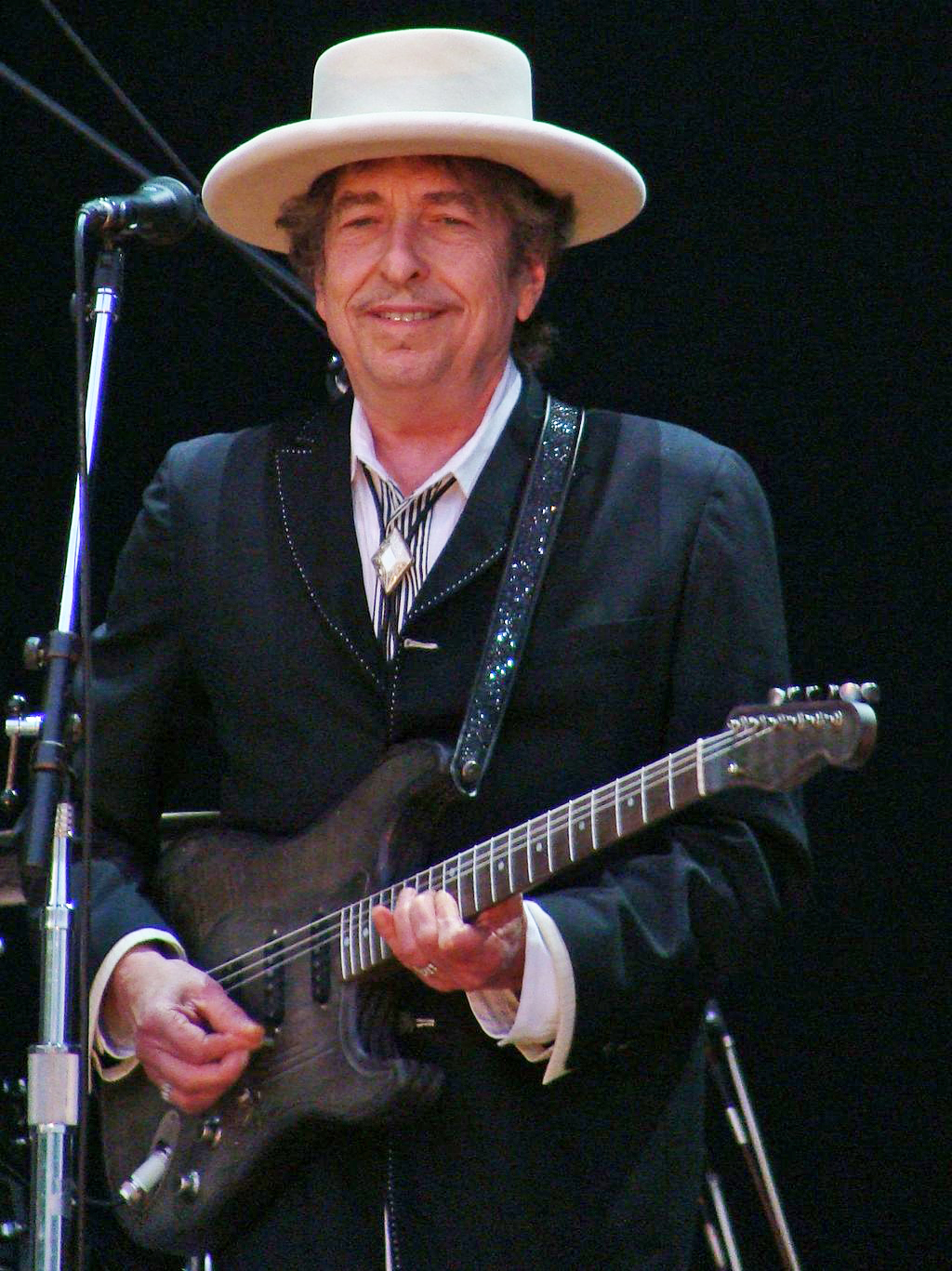
Bob Dylan

- Charles Aznavour : « Il faut savoir », dans l'album éponyme, (1961);
- Jacques Brel : « Vivre debout », dans l'album Marieke, (1961);
- Jacques Brel : « Jef », dans l'album Olympia'64, (1964);
- Ange : « Dignité », dans l'album Caricatures, (1972);
- Bob Dylan : « Dignity » (1989);
- Francis Cabrel : « La dignité », adaptation en français de la chanson précédente, dans l'album Vise le ciel, (2012).

### Cinéma

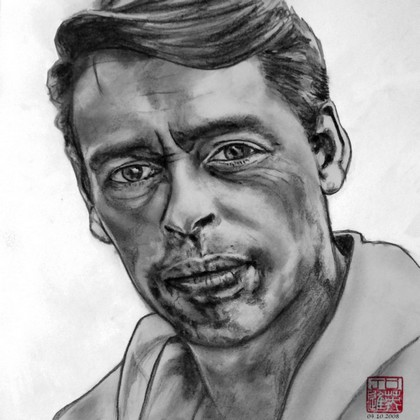
Jacques Brel par Joëlle Chen

- 1934 : La Divine est un film chinois réalisé par Wu Yonggang qui évoque les déboires et les espoirs d'une jeune mère qui, après s'être laissée séduire par les lumières de la grande ville de Shanghai, est contrainte de se prostituer[39].
- 1965 : La Vieille Dame indigne est un film français réalisé par René Allio qui relate la vie d'une vieille femme se retrouvant seule à la mort de son mari. Isolée et désœuvrée, elle décide de partir à l'aventure avec des personnes bien plus jeunes qu'elle.
- 1971 : Franz, film franco-belge réalisé par Jacques Brel qui narre la détresse d'un homme solitaire dépassé par la vie.
- 1987 : Cry Freedom  est un film britannique, réalisé par Richard Attenborough, qui évoque la période de l'apartheid et la vie de ceux et celles qui le subissent en Afrique du Sud.Aznavour lors d'un concert en 2014

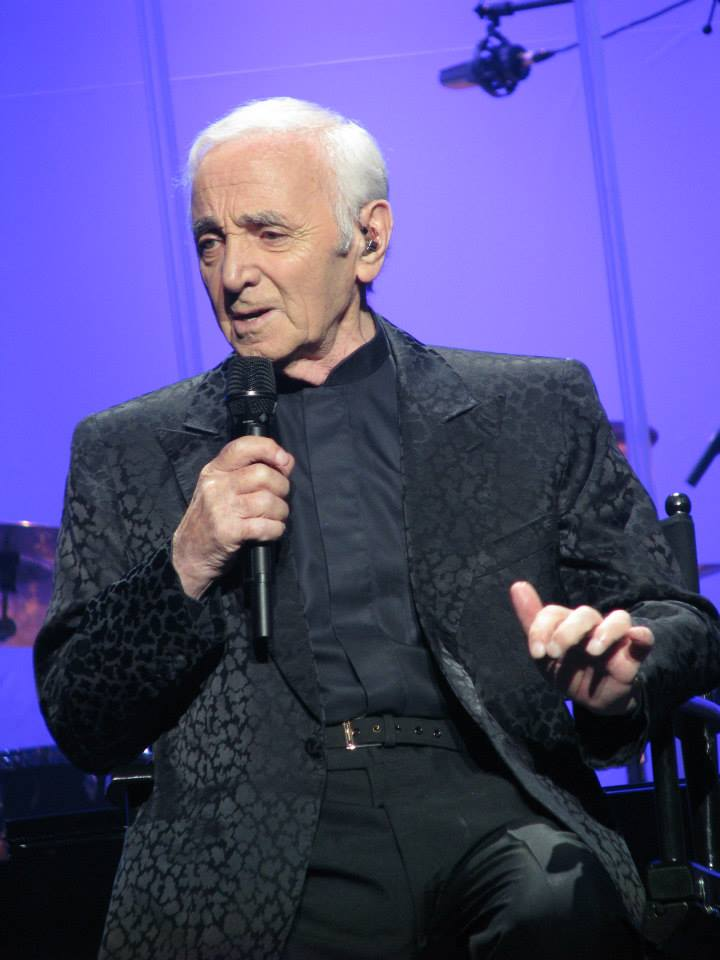
Aznavour lors d'un concert en 2014

- 2000 : Les Chemins de la dignité, film américain réalisé par George Tillman Jr qui présente l'histoire vraie de Carl Brashear, premier Afro-Américain à avoir intégré la Navy en tant que plongeur-scaphandrier.
- 2012 : Indignados est un film documentaire français réalisé par Tony Gatlif et tire son titre espagnol du mouvement des « Indignados » en Espagne.
- 2016 : Moi, Daniel Blake, film franco-britannique de Ken Loach qui évoque l'histoire d'un homme de 59 ans souffrant de graves problèmes cardiaques, et une mère célibataire de deux enfants qui sont malmenés par les services sociaux et qui essaient de s'entraider.
- 2016 : Indignation, film dramatique américain écrit et réalisé par James Schamus, tiré du roman éponyme et se base sur l'histoire d'un homme qui, dans les années 1950, quitte sa ville natale pour aller étudier dans une université conservatrice de l'Ohio, où il fait face à la répression sexuelle et à l'antisémitisme.Ken Loach

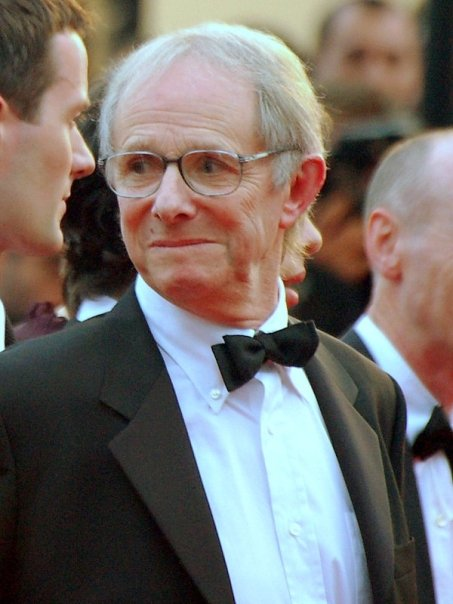
Ken Loach

### Télévision
- 1997 : Un homme digne de confiance, téléfilm français de Phlippe Monnier
- 2000 : La dignité d'Homer  est le 5e épisode de la saison 12 de la série télévisée d'animation « Les Simpson ».